# Cartellodes incartaria
Cartellodes incartaria är en fjärilsart som beskrevs av Charles Oberthür 1912. Cartellodes incartaria ingår i släktet Cartellodes och familjen mätare. Inga underarter finns listade i Catalogue of Life.